# Indigo Renderer
Indigo là một hệ thống kết xuất đồ họa có khả năng tạo ảnh có tính chân thực cao.
Indigo dùng phương pháp như truyền tải ánh sáng Metropolis, tính toán theo quang phổ ánh sáng,
và mô hình camera thực tế. Dữ liệu của cảnh lưu trong định dạng tập tin XML hoặc IGS.
Indigo dùng phương pháp dò quỹ đạo Monte-Carlo, hỗ trợ dựa trên thực nghiệm cho phương pháp dò quỹ đạo thuận nghịch và MLT lên trên phương pháp dò quỹ đạo thuận nghịch, phân phối hiệu năng kết xuất, và quá trình kết xuất lũy tiến (ảnh dần dần trở nên ít nhiễu hơn trong quá trình kết xuất). Indigo còn hỗ trợ sự tán xạ (ánh sáng) nhiều lớp và có một định dạng ảnh của riêng mình (.igs).
Một công cụ họa đồ tông màu (tone mapping) dùng cho xử lý hậu kỳ được phát triển dưới cái tên Violet, khác với Indigo nó được phát triển theo dạng mã nguồn mở dưới giấy phép GPL.
Indigo đã được phát hành miễn phí từ thuở ban đầu, cho tới phiên bản 2.0, khi đó nó trở thành một sản phẩm thương mại.

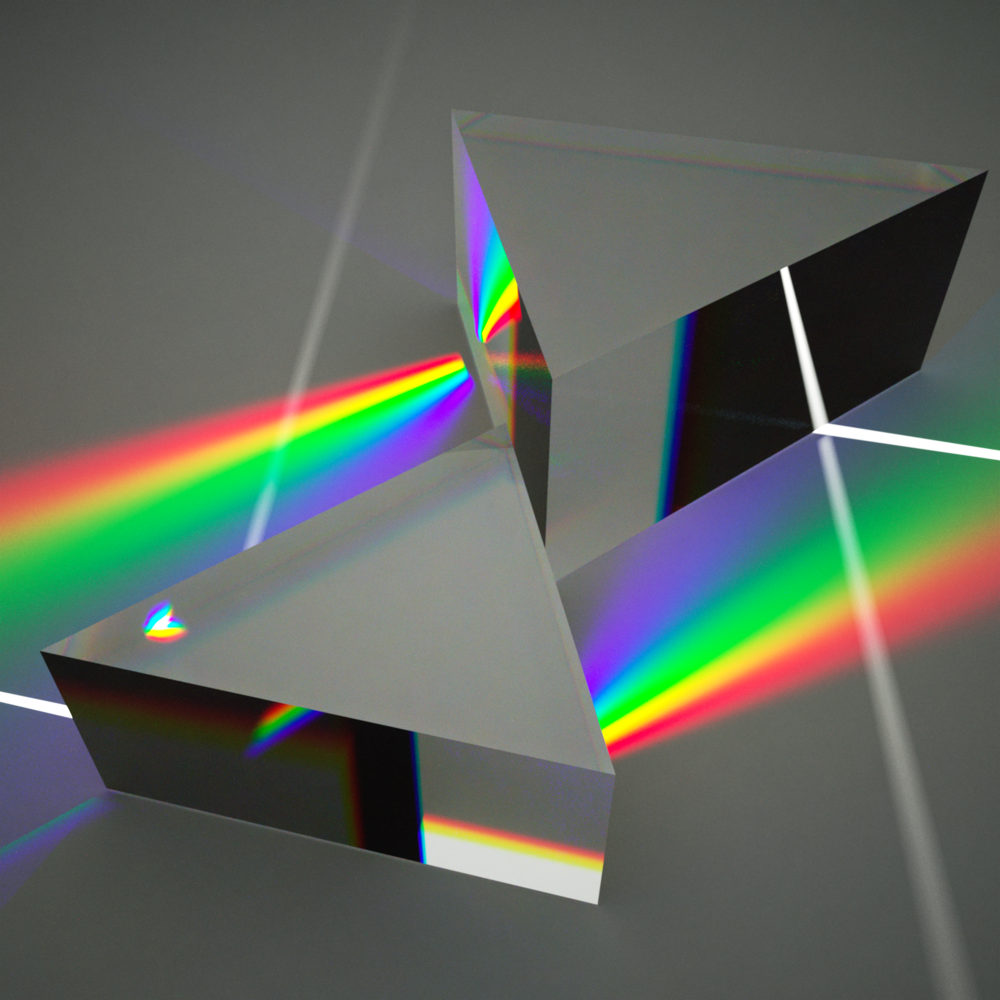
Một ảnh đồ họa cho thấy sự mô phỏng ánh sáng chân thực của Indigo

## Tương thích
Cộng đồng sử dụng Indigo phát triển miễn phí các bộ xuất cho nhiều bộ ứng dụng 3D:
- Blendigo (Blender)
- Maxigo (3D Studio Max)
- SkIndigo Lưu trữ ngày 17 tháng 1 năm 2008 tại Wayback Machine (Sketchup)
- Cindigo Lưu trữ ngày 17 tháng 1 năm 2008 tại Wayback Machine (Cinema 4D)
- MayaToIndigo Lưu trữ ngày 13 tháng 3 năm 2009 tại Wayback Machine (Maya)
- XSIndigo Lưu trữ ngày 14 tháng 3 năm 2009 tại Wayback Machine (Softimage XSI)